# مرجان کبود
مرجان کبود (نام علمی: Heliopora coerulea) نام یک گونه از شاخه مرجانیان است.